# Центральный банк Арубы
Центральный банк Арубы (нидерл. Centrale Bank van Aruba) — центральный банк государства Аруба.

## История
Центральный банк Арубы начал операции 1 января 1986 года, когда Аруба получила статус государства в составе Королевства Нидерландов. До этого Аруба была частью Нидерландских Антильских островов и находилась под юрисдикцией Банка Нидерландских Антильских островов. Центральный банк Арубы входит в Группу надзорных органов международных финансовых центров.